# Aliaa Magda Elmahdy
Aliaa Magda Elmahdy (1991) é uma blogueira e ciberativista egípicia.É estudante de ciência política na Universidade Americana do Cairo.

## Ativismo
Desafiou publicamente as convenções sociais ao publicar num blog fotografias dela mesma nua, com o título de Nude Art. Definiu o ato em seu Facebook como um ato de gritos contra a violência, o racismo, o sexismo, o assédio sexual e hipocrisia. O Egito sempre foi um país conservador, onde a maioria das mulheres tapa o rosto e corpo. As fotos foram postadas em 23 de outubro de 2011 no blog e posteriormente no Twitter com a hashtag #nudephotorevolutionary. 
Aliaa e seu namorado e também ativista Kareem Amer, receberam uma série de ameaças de morte e até mesmo processo judicial.Amer já foi acusado de dano ao Islã e passou três anos presos durante o governo Hosni Mubarak, sendo libertado no fim de 2010.
Aliaa pode receber uma série de punições pela publicação de fotos de nudez em seu blog Diário de uma rebelde. A Coalizão Egípcia de Graduados em Direito Islâmico já fez uma representação contra a blogueira. Pode receber, se condenada, 80 chibatadas em praça pública ou pena de morte.
Em uma nova campanha a blogueira incentivou os homens a usarem o véu e publicarem as fotos para criarem consciência sobre a hipocrisia das mulheres cobrirem suas cabeças, pois considera isso uma imposição
Em dezembro de 2011 estimulou as mulheres a mandarem fotos suas sem o véu na cabeça para serem postadas em seu blog.

## Reações
No meio as eleições egípicias, Elmahdy provocou uma guerra de palavras entre Salafis (grupo mais fundamentalista) e liberais.O grupo mais conservador alega que caso os liberais ganhem  Elmahdy se tornará um modelo para outras egípcias e é necessário proteger o país disto. As publicações já foram vistas mais de um milhão de vezes e os comentários passam de 2 mil.
Mulheres israelenses publicaram também uma foto onde aparecem nuas com cartazes em apoio a blogueira em 19 de novembro de 2011. Os cartazes tinham as frases de apoio "Amor sem fronteiras e Mostre que você não tem medo.
Em dezembro de 2011 uma outra blogueira chamada Luisa Batista Samora, publicou fotos para o site Naakt Frontaal em apoio a Aliaa e em protesto pela igualdade de direitos das mulheres.
Foi aceito pela co-fundadora do Slut Walk  Sonya JF Barnett e a comediante Shabana Rehman um projeto para posarem nuas em um calendário em apoio a Aliaa. A pedra fundamental foi lançada pela ativista de direitos humanos e jornalista Maryam Namazie, que ainda conta com apoio do filósofo Daniel Salvatore Schiffer, da blogueira Greta Christina e do colunista Joan Smith.